# Всесвітня історія: dtv-Atlas
«Всесвітня історія: dtv-Atlas» — книга німецьких авторів Г. Кіндера та В. Хігельмана, що поєднує історичні карти і хронологічний опис історичних подій.

## Українське видання
Кіндер Г., Хільгеман В. «Всесвітня історія: dtv-Atlas» / Переклад з німецької — Київ: Знання-Прес, 2001. ISBN 966-7767-03-5